# (8788) Labeyrie
(8788) Labeyrie (1978 VP2) – planetoida z pasa głównego asteroid okrążająca Słońce w ciągu 3,63 lat w średniej odległości 2,36 au. Odkryta 1 listopada 1978.